# Сельское поселение Домашка
Сельское поселение Домашка — муниципальное образование в составе Кинельского района Самарской области.
Административный центр — село Домашка.

## Административное деление
В состав сельского поселения входят:
- село Домашка,
- село  Парфёновка,
- посёлок Крестьянский,
- посёлок Нижненикольский.